# 弥平島集落

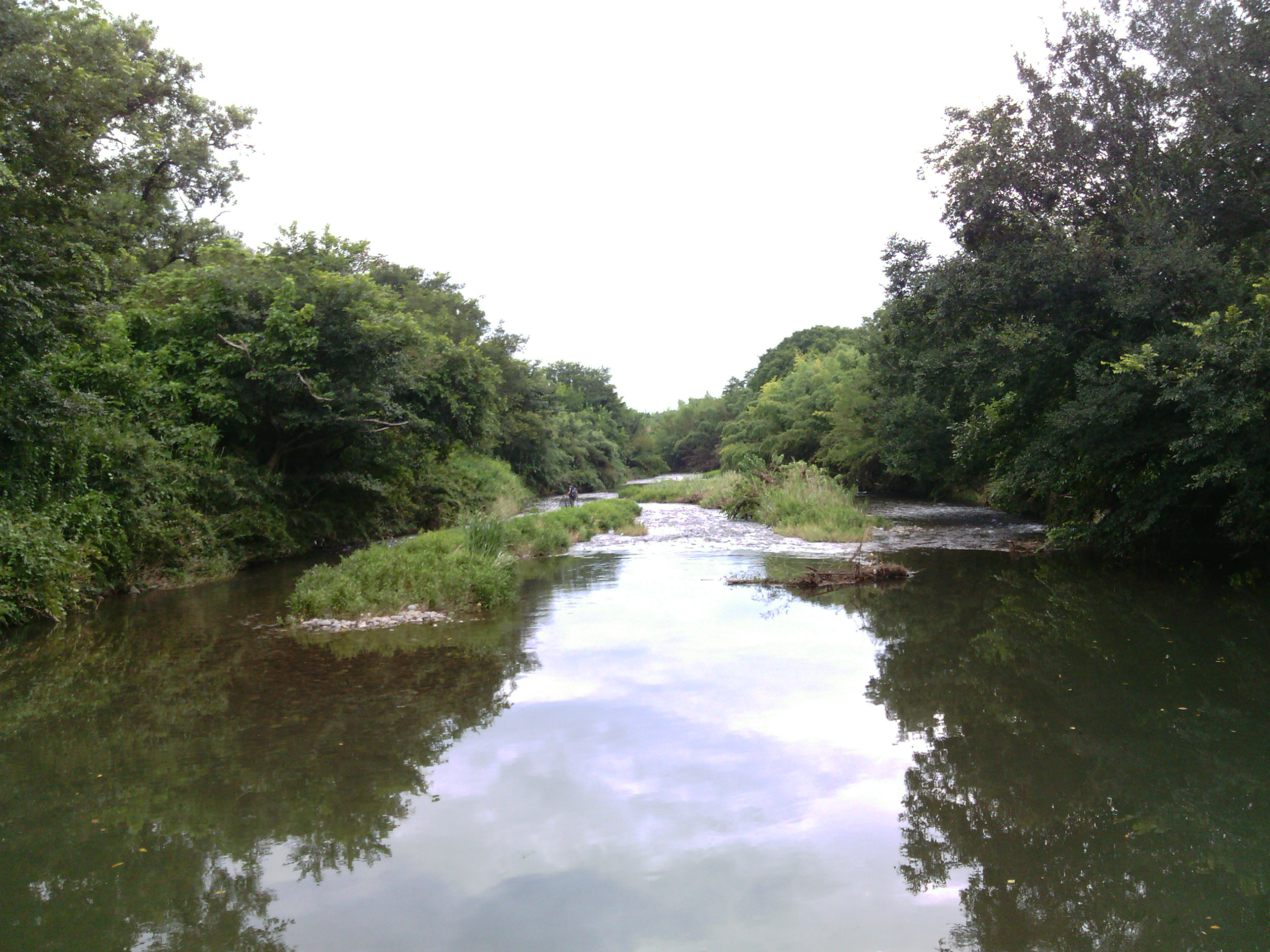
弥平島橋より北派川を西に望む

弥平島集落（やへいじましゅうらく）とは、岐阜県各務原市にある集落である。各務原市下中屋町に属する。

## 概要
岐阜県各務原市の南西部、木曽川右岸の堤外、木曽川と北派川に挟まれた河畔森の中に位置する。俗に「やべじま」とも呼ばれている。
集落名は当地・各務原市稲羽の字、弥平島に由来する。
出土しているものから弥生時代から中世までには人が住んでいたと考えられる。
世帯数、人口については下中屋町#世帯と人口を参照。

## 年表
- 1888年（明治21年）頃 - 集落が存在した。当時は下中屋村木曽川の弥平島であった。
- 1924年 (大正13年）- 建設省による「河身整備事業」で、弥平島は中屋村（旧・下中屋村。現・各務原市）と旧笠田島（川島村字笠田島村。現・各務原市川島笠田町）に北派川を隔てて接続。
- 1940年（昭和15年）- 500メートルほど南の木曽川に民営の渡船が開かれる。
- 1947年（昭和22年）- 北派川に弥平島橋が架けられ、中屋村に接続。
- 1968年（昭和43年）- 弥平島橋がやや東に架け変えられる。渡船が廃止される。
- 2014年（平成26年）- 周辺が開発され始める。

## 寺社
- 神明神社

## 橋
- 弥平島橋

市道（各務原市道稲383）の橋梁（沈下橋）。1978年完成。全長22.0 m、全幅3.3 m。

## 場所について
もともとあった各務原市の堤防の外に接続する形になったため、集落は堤防の外(堤外)に位置する。そのため、堤外居住が例外的に認められている。
堤外地の集落であることもあり、国土交通省中部地方整備局木曽川上流河川事務所より、重要水防箇所（重点区間、要注意区間）に指定されている
弥生時代から中世までの複合遺跡と考えられる 弥平島遺跡 がある。ここからはS字状口縁台付甕が出土している。
木曽川の堤外とはいえ、現在も個人所有の土地がほとんどである。